# Porphyrinia nives
Porphyrinia nives là một loài bướm đêm trong họ Noctuidae.